# Emile Rivez
Emile Rivez (Brussel, 11 augustus 1894 - onbekend) was een Belgische atleet, die gespecialiseerd was in de lange afstand en het veldlopen. Hij nam eenmaal deel aan de Olympische Spelen.

## Biografie
Rivez werd in 1919 na zijn broer Antoine tweede op het Belgisch kampioenschap fondlopen bij de beroepslopers.  Hij nam in 1920 deel aan de Olympische Spelen in Antwerpen. Bij het veldlopen werd hij 42e individueel en zesde in het landenklassement.
In 1921 won hij de eerste halve marathon tussen Dijle en Schelde (Mechelen-Antwerpen). Dat jaar werd hij opnieuw beroepsloper bij het Verbond der Belgische Atletische Sportkringen (VBAS).
Rivez was als amateur aangesloten bij Union Sint-Gillis. Als professioneel was hij aangesloten bij Antwerp Athletic Club.

## Palmares

### fondlopen
- 1919:  BK beroepslopers (18 km) - 1:05

### halve marathon
- 1921:  Tussen Dijle en Schelde (24 km)  - 1:32

### veldlopen
- 1920: 42e OS in Antwerpen
- 1920: 6e landenklassement OS in Antwerpen